# Deutsche Schlager-Festspiele 1998
Die Deutschen Schlager-Festspiele 1998 fanden am 7. März 1998 in der Ortenauhalle in Offenburg statt. Die Arbeitsgemeinschaft deutscher Musikwettbewerbe (ARGE) hatte wie im Vorjahr Texter und Komponisten aufgerufen, Songs für diese Veranstaltung einzureichen.
Aus 548 eingereichten Titeln wählte eine Jury zwölf Titel für die Schlager-Festspiele 1998 aus, die sich am 7. März anlässlich einer Live-Sendung des Südwestfunks innerhalb der ARD aus Offenburg dem Publikum und den Juroren stellten. Durch die Sendung führte wie im Vorjahr Dieter Thomas Heck.
Nach Vorstellung der Titel konnten die Zuschauer sowie Jurys aus den zwölf ARD-Rundfunkanstalten ihre Wertungen abgeben. Siegerin wurde Gaby Baginsky mit dem Titel Männer versteh’n nur was sie woll’n, den Francesco Bruletti und Uwe Haselsteiner komponiert sowie Francesco Bruletti und Norbert Hammerschmidt getextet hatte. Die Autoren und die Sängerin erhielten dafür die „Goldene Muse“. Für Gaby Baginsky war es die erste Siegertrophäe in ihrer Laufbahn als Schlagersängerin. Die „Silberne Muse“ gewannen die Autoren des Titels Wenn du willst, gesungen von den Paldauern. Die „Bronzene Muse“ erhielten die Autoren des Titels Weil ich wahnsinnig bin, gesungen von André Stade. Einige Titel der Schlager-Festspiele 1998, vor allem der Siegertitel von Gaby Baginsky, werden hin und wieder im Rundfunk gespielt. Alle Titel sind auch auf einer CD erschienen.
Im Folgejahr wurden wieder Deutsche Schlager-Festspiele veranstaltet.
Außerdem wurde im Jahr 1998 als einmaliger internationaler Wettbewerb der Grand Prix des Schlagers mit Teilnehmern aus Deutschland und Österreich ausgetragen.

## Die Platzierung der Schlager-Festspiele 1998
| Startnr. | Interpret      | Titel                                          | Platz | Punkte | Musik                                            | Text                                             |
| -------- | -------------- | ---------------------------------------------- | ----- | ------ | ------------------------------------------------ | ------------------------------------------------ |
| 07       | Gaby Baginsky  | Männer versteh’n nur was sie woll’n            | 01.   | 233    | Francesco Bruletti / Uwe Haselsteiner            | Francesco Bruletti / Norbert Hammerschmidt       |
| 01       | Die Paldauer   | Wenn du willst                                 | 02.   | 223    | Francesco Bruletti / Uwe Haselsteiner            | Francesco Bruletti                               |
| 06       | André Stade    | Weil ich wahnsinnig bin                        | 03.   | 221    | Jean Frankfurter                                 | Jean Frankfurter André Stade                     |
| 12       | Nina Falk      | Liebe braucht Licht                            | 04.   | 155    | Günther Moll                                     | Hans Greiner                                     |
| 04       | Inka Bause     | Ich will nur dich                              | 05.   | 154    | Walter Gerke / Mick Hannes                       | Walter Gerke                                     |
| 05       | Jonny Hill     | Der Regenmann                                  | 06.   | 152    | Mark Bender / Steve Summer / Pete Winter         | Mark Bender                                      |
| 11       | Jürgen Drews   | Vergiss, dass ich dich liebe                   | 07.   | 138    | Horst Krause / Jürgen Drews / Jürgen Triebel     | Horst Krause / Jürgen Drews / Jürgen Triebel     |
| 09       | Vivian Lindt   | Begrab meine Liebe (am Fluss deiner Sehnsucht) | 08.   | 137    | Willy Klüter                                     | Bernd Meinunger                                  |
| 03       | Rex Gildo      | Die Stimme deines Herzens                      | 08.   | 137    | Willy Klüter                                     | Bernd Meinunger                                  |
| 02       | Sasja Velt     | Ich kann nicht lachen, wenn du traurig bist    | 10.   | 114    | Christoph Leis-Bendorff                          | Peter Sebastian / Agnes Thomé                    |
| 10       | Bernd Clüver   | Kuscheln                                       | 11.   | 104    | Willy Klüter                                     | Bernd Meinunger                                  |
| 08       | Michael Morgan | Zugegeben                                      | 11.   | 104    | Horst Krause / Michael Lamboley / Jürgen Triebel | Horst Krause / Michael Lamboley / Jürgen Triebel |

## Endergebnisübersicht nach Jury- und Ted-Wertung Deutsche Schlager Festspiele 1998
| Titel                                          | BR | DLR Köln | HR | MDR | NDR | ORB | Radio Bremen | SDR | SFB | SR | WDR | SWF | TED | Platz | Punkte |
| ---------------------------------------------- | -- | -------- | -- | --- | --- | --- | ------------ | --- | --- | -- | --- | --- | --- | ----- | ------ |
| Männer versteh’n nur was sie woll’n            | 11 | 10       | 7  | 8   | 12  | 5   | 10           | 10  | 11  | 4  | 7   | 6   | 132 | 01.   | 233    |
| Wenn du willst                                 | 5  | 5        | 2  | 9   | 7   | 9   | 9            | 5   | 5   | 1  | 10  | 12  | 144 | 02.   | 223    |
| Weil ich wahnsinnig bin                        | 10 | 7        | 9  | 12  | 10  | 10  | 8            | 11  | 9   | 10 | 12  | 5   | 108 | 03.   | 221    |
| Liebe braucht Licht                            | 12 | 9        | 12 | 10  | 8   | 12  | 6            | 9   | 12  | 12 | 8   | 9   | 36  | 04.   | 155    |
| Ich will nur dich                              | 1  | 3        | 1  | 5   | 1   | 2   | 2            | 1   | 8   | 6  | 3   | 1   | 120 | 05.   | 154    |
| Der Regenmann                                  | 8  | 12       | 4  | 2   | 4   | 4   | 5            | 4   | 3   | 5  | 2   | 3   | 96  | 06.   | 152    |
| Vergiss, dass ich dich liebe                   | 3  | 8        | 5  | 7   | 11  | 7   | 1            | 8   | 4   | 2  | 6   | 4   | 72  | 07.   | 138    |
| Begrab meine Liebe (am Fluss deiner Sehnsucht) | 6  | 1        | 10 | 4   | 6   | 6   | 4            | 6   | 10  | 11 | 11  | 2   | 60  | 08.   | 137    |
| Die Stimme deines Herzens                      | 9  | 4        | 8  | 3   | 3   | 3   | 3            | 3   | 2   | 3  | 1   | 11  | 84  | 08.   | 137    |
| Ich kann nicht lachen, wenn du traurig bist    | 4  | 6        | 6  | 6   | 2   | 1   | 12           | 2   | 1   | 7  | 9   | 10  | 48  | 10.   | 114    |
| Kuscheln                                       | 2  | 11       | 3  | 1   | 5   | 8   | 11           | 12  | 7   | 8  | 4   | 8   | 24  | 11.   | 104    |
| Zugegeben                                      | 7  | 2        | 11 | 11  | 9   | 11  | 7            | 7   | 6   | 9  | 5   | 7   | 12  | 11.   | 104    |